# Дуцзи
Дуцзи́ (кит. упр. 杜集, пиньинь Dùjí) — район городского подчинения городского округа Хуайбэй провинции Аньхой (КНР).

## История
После образования КНР эти места оказались в составе уезда Сяосянь Специального района Сюйчжоу провинции Цзянсу. В 1953 году уезд был передан в состав провинции Цзянсу, где вошёл в состав специального района Сусянь.
В апреле 1960 года на границе уездов Суйси и Сяосянь был образован город Суйси (濉溪市), подчинённый напрямую правительству провинции Аньхой. В июне 1961 года на этих землях был создан Пригородный район (郊区) города Суйси. В апреле 1971 года город Суйси был переименован в Хуайбэй.
В 1981 году из посёлка Лунчэн уезда Сяосянь был выделен в отдельную административную единицу посёлок Иньюань, который был передан в состав Хуайбэя.
В 1984 году Пригородный район был преобразован в район Дуцзи; посёлок Иньюань стал его анклавом, отделённым от основной территории района землями уезда Сяосянь.

## Административное деление
Район делится на 2 уличных комитета и 3 посёлка.